# Eleccions generals d'Irlanda del Nord de 1921
Les eleccions generals d'Irlanda del Nord de 1921 es van celebrar el 24 de maig de 1921 i foren les primeres celebrades a Irlanda del Nord. El Partit Unionista de l'Ulster (PUU) de James Craig, va obtenir les tres quartes parts dels escons amb dos terços dels vots

## Resultats
| Partit                      | Líder            | Vot popular | %     | Escons |
| Partit Unionista            | James Craig      | 343.347     | 66,9% | 40     |
| Sinn Féin                   | Éamonn de Valera | 104.917     | 20,5% | 6      |
| Nacionalistes               | Joseph Devlin    | 60.577      | 11,8% | 6      |
| Partit Laborista de Belfast |                  | 3.075       | 0,6%  |        |
| Independent                 |                  | 926         | 0,2%  |        |